# Acer lungshengense
Acer lungshengense é uma espécie de árvore do gênero Acer, pertencente à família Aceraceae.